# Igor Liba
Igor Liba (Prešov, 4 novembre 1960) è un ex hockeista su ghiaccio slovacco, fino al 1992 cecoslovacco.

## Palmarès

### Olimpiadi
- 2 medaglie:
  - 1 argento (Sarajevo 1984)
  - 1 bronzo (Albertville 1992)

### Mondiali
- 5 medaglie:
  - 1 oro (Cecoslovacchia 1985)
  - 2 argenti (Finlandia 1982; Germania Ovest 1983)
  - 2 bronzi (Austria 1987; Cecoslovacchia 1992)